# 刘益 (数学家)
刘益（？—？），河北中山府人，又称为“中山刘先生”，北宋数学家。著有《议古根源》一书二百问；南宋数学家杨辉在《杨辉算法》高度评价刘益在数学上的贡献：“刘益以勾股之术,治演段锁方,撰《议古根源》二百问。带益隅开方实冠前古” 。
杨辉在《杨辉算法》一书中多次引用《议古根源》。直到明代程大位的《算法统宗》还提到《议古根源》这部算书；但从此以后失传。所幸《杨辉算法》多处引用《议古根源》，从这些片断，可知刘益对数学的贡献有三个方面：截积术、演段术和带从开方正负损益法。

## 学术贡献

### 截积术
从平面几何图形截取一段已知面积，求截取面积有关的线段长度。
“圆田一段直径十三步，今从边截积三十二步；问：所截弦矢各几步？答数弦十二步矢四步”
刘益得到下列方程
   实
                方法
          上廉
               下廉
                    负隅

即四次方程：{\displaystyle -5x^{4}+52x^{3}+128x=4096}

### 演段术

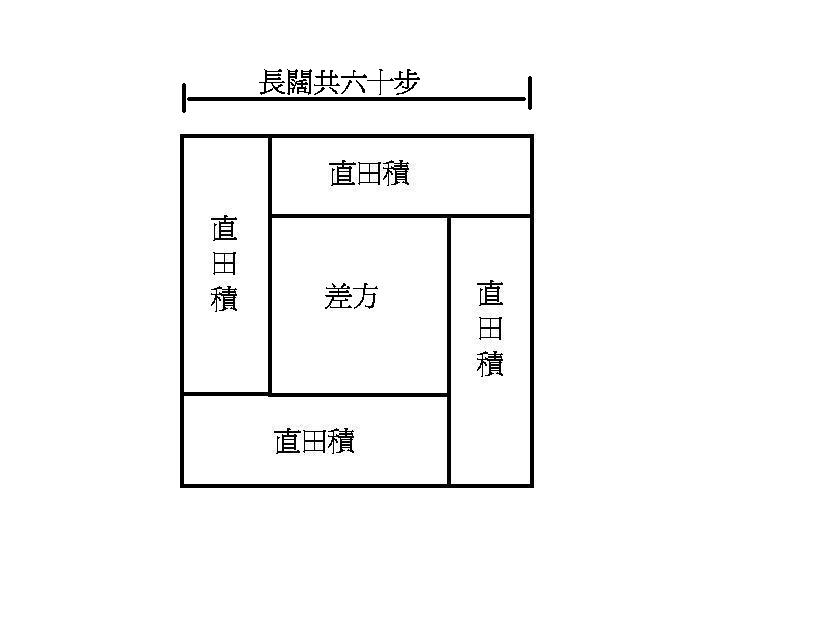
刘益演段图

刘益《议古根源》一书今已失传，但在南宋数学家杨辉的著作中还保留《议古根源》演段术的片段。
杨辉《田亩比类乘除捷法》卷下：中山刘先生序谓算之术入则诸门出则直田；《议古根源》故立演段百问，盖欲演算之片断也，知片断则能穷根源。
第六问：直田积八百六十四步，只云长阔共六十步，问长多阔几何？
答曰十二步。
演段曰：和自乘有四段直田积一段差方积，所以用四积减和方余得差方一段，卻取方面。
长阔差的平方 = {\displaystyle (60)^{2}-4*864=144}
所以 长阔差 = 12

### 带从开方正负损益法
刘益将贾宪的改进成为解含任意系数的高次方程的方法
例：解下列四次方程
{\displaystyle -5x^{4}+52x^{3}+128x=4096}
以4为商(矢)
                    商
   实
                方法
          上廉
             下廉
                    负隅
程序：
1)上商乘负隅并入下廉得三十二
                    商
   实
                方法
          上廉
             下廉
                    负隅

2) 以商四乘下廉三十二的一百二十八入上廉共二百五十六
                    商
   实
                方法
          上廉
             下廉
                    负隅
3) 又已上商乘上廉得一千二十四为方法
                    商
   实
    方法
          上廉
             下廉
                    负隅
4) 以上商四乘一千二十四得四千九十六与实相消为零
                    商
                  实
    方法
          上廉
             下廉
                    负隅
得矢=4

## 評價
數學史家錢寶琮說：“宋時已能建立含負係數的四次方程，並能數值求解